# Escadrille 12S
 (juin 2013).
Si vous disposez d'ouvrages ou d'articles de référence ou si vous connaissez des sites web de qualité traitant du thème abordé ici, merci de compléter l'article en donnant les références utiles à sa vérifiabilité et en les liant à la section « Notes et références ».
L'escadrille 12S est une escadrille de l'aviation navale française créée le 1er janvier 1940 et dissoute le 1er septembre 2000 par fusion avec l'escadrille 9S pour donner naissance à la flottille 25F.

## Historique
Héritière de l'escadrille 3S6, la première escadrille 12S, armée d'hydravions torpilleurs Latécoère 298 sera dissoute, après à peine 2 mois d'existence, le 20 août 1940. Elle renaît sur la base aéronavale de Cuers en 1953, où, armée de Catalina et Junkers Ju 52, elle effectue principalement des missions de lutte anti-sous-marine et de surveillance maritime. 
L'année suivante elle déménage à Saint-Mandrier, s'équipant de N.1402 Noroît, puis d'hydravions lourds Short Sunderland. Elle est à nouveau dissoute en janvier 1960 après avoir joué un rôle essentiel dans la formation du personnel de l'aéronautique navale à la lutte anti-sous-marine. 
Ce n'est qu'en 1969, que la 12S renaît une seconde fois à Lann-Bihoué, avec pour mission principale le soutien au Centre d'essais des Landes (CEL) de Biscarosse. Elle est alors équipée d'avions de patrouille maritime P2V Neptune. 
Début 1972, la 12S quitte Lann-Bihoué pour le bleu céruléen de la Polynésie. Basé à Hao, elle est affectée à la surveillance du Centre d'expérimentation du Pacifique (CEP). La 12S s'y distingue, entre autres, en décrochant le record du plus long vol de l'aéronautique navale sur P2V7 (15 heures et 24 minutes, LV D.Cros et son équipage GE sur le N°687). 
Après la campagne de tir de 1974, l'escadrille rallie la base de Tahiti-Faa'a. Une Alouette III rejoindra la 12S en 1982, et devient ainsi le premier « hélicoptère de patrouille maritime ». Les Neptune achèveront leur brillante carrière en 1984, et seront remplacés par des Falcon Gardian. L'escadrille 12S, est dissoute le 1er septembre 2000 pour voir renaître la flottille 25F.

## Bases
- BAN Aspretto (janvier 1940-août 1940)
- Base aérienne Agadir (janvier 1946-mars 1951)
- BAN Cuers-Pierrefeu (avril 1951-juillet 1954)
- BAN Saint-Mandrier (août 1954-décembre 1959)
- BAN Lann-Bihoué (avril 1969-avril 1972)
- Base aérienne 185 Hao (mai 1972-septembre 1974)
- Base aérienne 190 Tahiti-Faa'a (septembre 1974-septembre 2000)

## Appareils
- Latécoère 298D (juin 1940-août 1940)
- Consolidated PBY-5A Catalina (janvier 1946-août 1954)
- Nord N.1402 Noroit (août 1954-novembre 1954)
- Short Sunderland (novembre 1954-décembre 1959)
- Lockheed P2V-7S Neptune (mai 1972-juillet 1984)
- Alouette III SA 316B (janvier 1982-décembre 1991)
- Falcon 200 Gardian (juillet 1984-septembre 2000)